# 차가타이어
차가타이어(차가타이어: جغتای, 위구르어: چاغاتاي, 우즈베크어: Chag'atoy, 언어 오류(uz-ky): Чиғатой, 아프가니스탄 우즈베크어: چەغەتاي)는 투르크어족에 속하는 사어로 한 때 중앙 아시아 지역에서 널리 쓰였던 언어이다. 차가타이라는 명칭은 몽골 제국의 서부에 있었던 차가타이 칸국의 칭기즈 칸의 둘째 아들인 차가타이에서 유래했다. 차가타이 칸국이 멸망하고 바슈키르인에 의해 계속 쓰이다가 20세기 초에 사멸한 것으로 보인다.
차가타이어는 아랍어와 페르시아어 그리고 유목 투르크어의 영향을 많이 받았고 중앙 아시아에서 일종의 링구아 프랑카 역할을 했다. 이 언어의 사용 시기는 대략 세 부분으로 나뉜다.
1. 전기-고전 차가타이 시기 : 1400-1465
2. 고전 차가타이 시기 : 1465-1600
3. 후기-고전 차가타이 시기: 1600-1921

알리셰르 나보이는 이 고전 차가타이 시기를 대표하는 시인이다.
현대어에서 차가타이어와 가장 가까운 언어는 우즈베크어와 위구르어이며 우즈베크어에서는 차가타이어를 원형적인 언어로 간주한다.